# Acksjön (Salems socken, Södermanland)
Acksjön (äldre namn Axsjön) är en sjö i Salems kommun i Södermanland och ingår i Norrströms huvudavrinningsområde. Sjön är 1,1 meter djup, har en yta på 0,04 kvadratkilometer och är belägen 42 meter över havet. Området ingår i Bornsjöns naturreservat.

## Beskrivning
Acksjön hörde till gården Lideby.  Nära det numera försvunna torpet Brink låg torpet Solberga med en vattenkvarn vid namn Solberga kvarn som nyttjade flödet i Acksjöbäcken som rinner från Acksjön till Bornsjön. Kvarnen var en sågkvarn och i drift till början av 1900-talet. Spår efter både torpet och kvarnen finns fortfarande bevarade.
Idag är Acksjön nästan helt igenväxt. Sjön ligger mitt i Vällinges militära skyddsområde med bland annat Vällinge skjutfält. Allmänheten har bara vissa tider fritt tillträde till området.

## Bilder

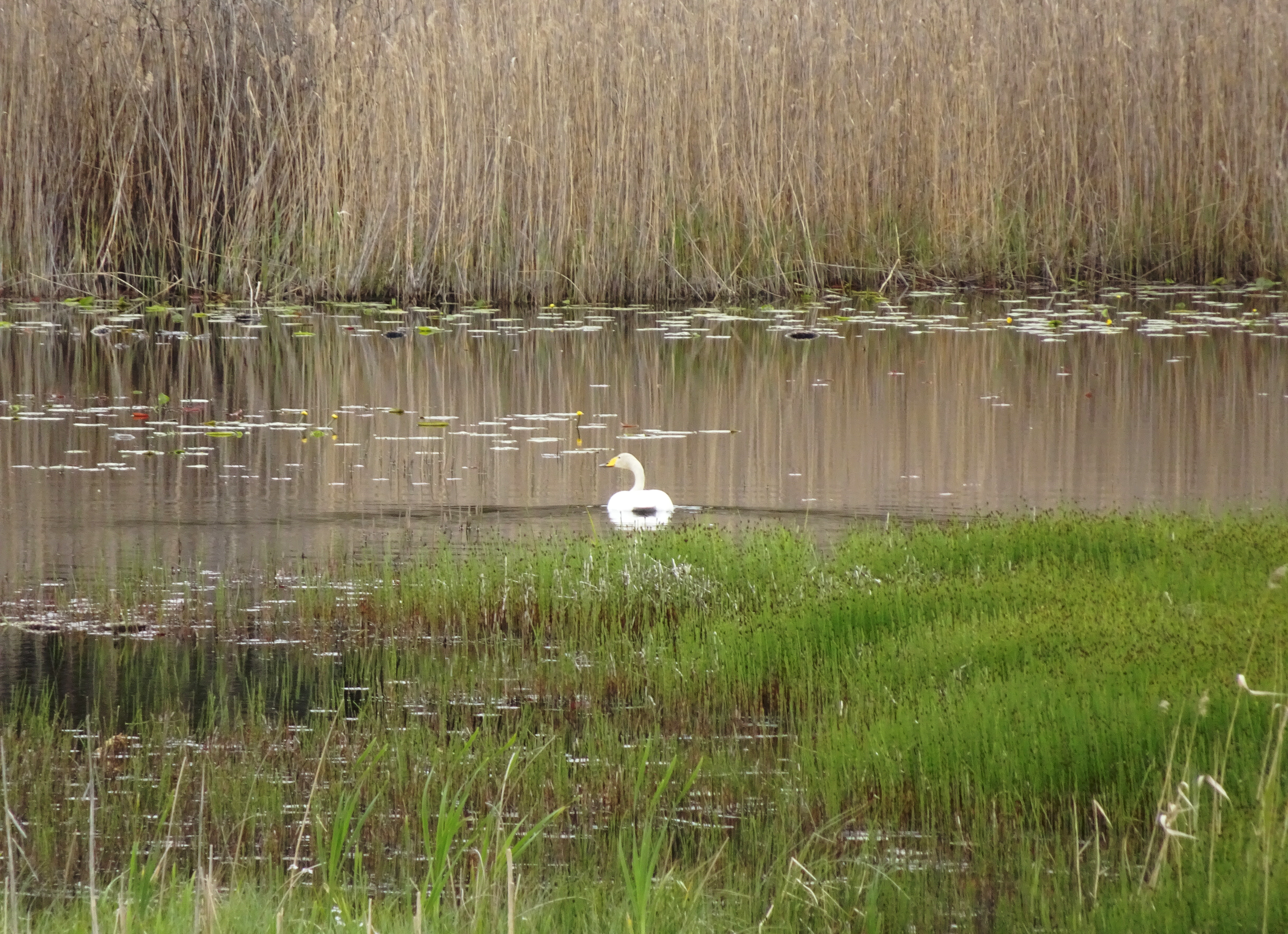
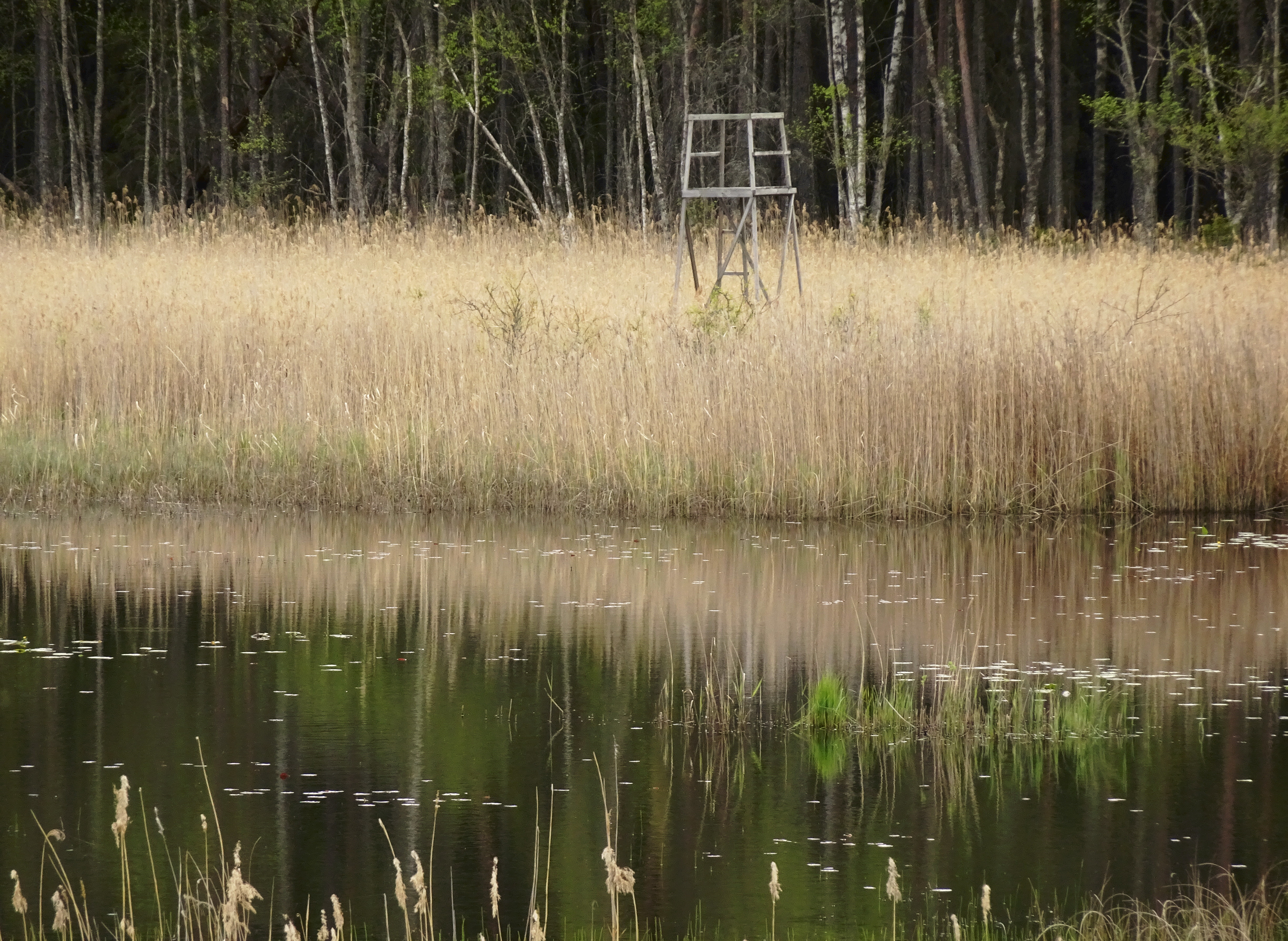
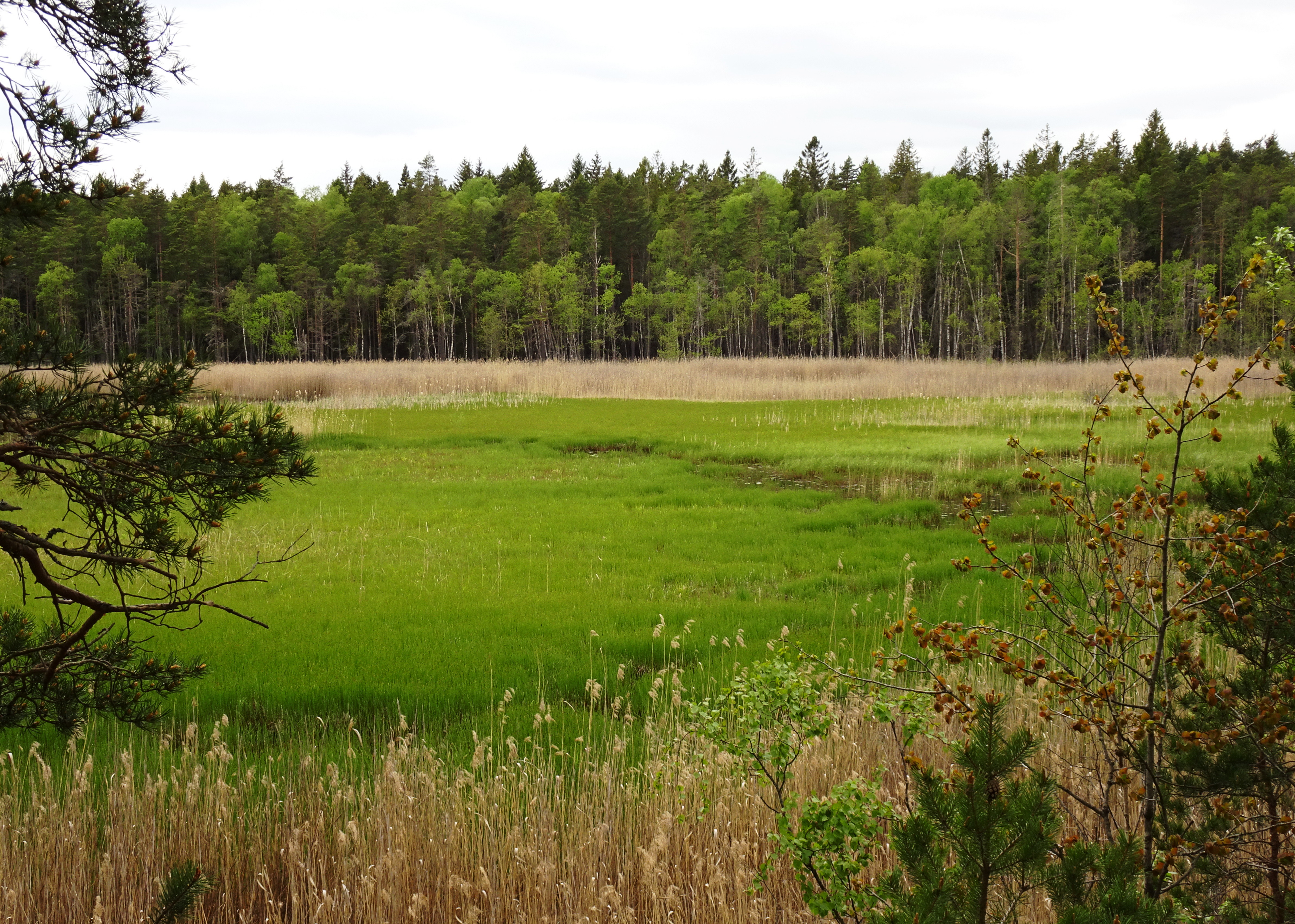
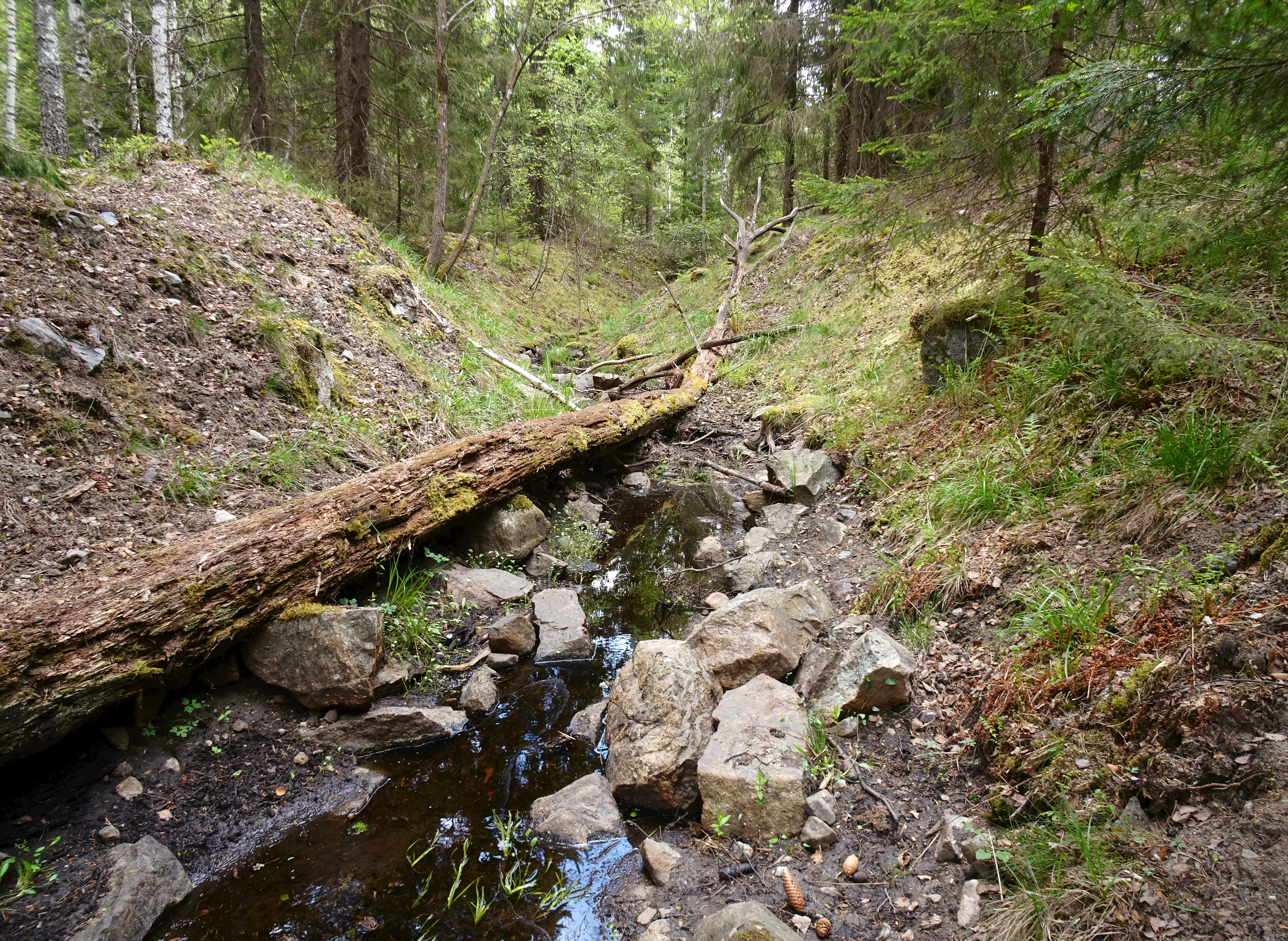